# Коштове
Кошто́ве —  село в Україні, у Доманівській селищній громаді Вознесенського району Миколаївської області. Населення становить 230 осіб. Колишній орган місцевого самоврядування — Зеленоярська сільська рада.

## Населення

### Мова
Розподіл населення за рідною мовою за даними перепису 2001 року:
| Мова            | Кількість | Відсоток |
| --------------- | --------- | -------- |
| українська      | 220       | 95.65%   |
| російська       | 7         | 3.04%    |
| румунська       | 2         | 0.87%    |
| інші/не вказали | 1         | 0.44%    |
| Усього          | 230       | 100%     |